# Сарбан (письменник)
Сарбан (англ. Sarban, справжнє ім'я Джордж Вільям Волл, (англ. John William Wall, 6 листопада 1910, Мексборо — 11 квітня 1989, Монмутшир) — британський дипломат, письменник-фантаст та автор книг фантастики жахів.

## Біографія
Джордж Вільям Волл народився у місті Мексборо в Південному Йоркширі. Після закінчення школи в рідному місті навчався у Кембриджському університеті, де захопився вивченням східних мов. Після закінчення навчання Джордж Вільям Волл знаходився на дипломатичній службі у низці країн Магрибу та сходу, зокрема в Лівані, Марокко та Єгипті. Досяг найвищого дипломатичного рангу, деякий час був Надзвичайним і Повноважним послом Великої Британії в Парагваї. Останньою дипломатичною посадою Волла стала посада генерального консула в Александрії, з якої він пішов у відставку в 1966 році, після чого ще 10 років працював у міністерстві закордонних справ. Після виходу на пенсію він перебрався до Монмутширу, де проживав до кінця життя. Помер Джордж Вільям Волл у 1989 році, після його смерті згідно із заповітом його прах розвіяли під деревом у «Саду друзів» на території Кембриджського коледжу Ісуса, де він навчався.
Розпочав свою літературну діяльність Джордж Вільям Волл у 1947 році, коли він написав свої перші містичні оповідання, та показав їх літературознавиці Елеанор Александр Райслі, яка пізніше стала його дружиною. Їй сподобались оповідання, і вона допомогла письменнику-початківцю знайти видавців та опублікувати перші твори під псевдонімом Сарбан. У 1950 році він написав перший роман «Відкриття єретиків», проте його відхилив видавець, і цей роман так і не був опублікований. Перший опублікований роман Сарбана «Звук його рогу» (англ. The Sound of His Horn) вийшов друком у 1952 році. Цей роман написаний у жанрі альтернативної історії, в якому йдеться про те, як після перемоги у Другій світовій війні нацисти перетворили решту населення Європи на позбавлених мови та інтелекту рабів, а для власних розваг вивели собі генетично видозмінених жінок-кицьок. У 1953 році письменник опублікував свій другий роман «Лялькороб» (англ. The Doll Maker), який написаний на стику жанрів фентезі та фантастики жахів. пізніше письменник написав ще кілька романів, проте вони, як і більша частина його оповідань, залишаються неопублікованими. Після смерті Сарбана частина його творів, які не були опубліковані за його життя, за сприяння його спадкоємців виходять друком у британських видавництвах.

### Романи
- 1952 — Звук його рогу (англ. The Sound of His Horn)
- 1953 — Лялькороб (англ. The Doll Maker)

### Збірки
- 1951 — Мегаліти та інші дивні історії (англ. Ringstones: And Other Curious Tales).
- 1953 — Лялькороб та інші історії про надприродне (англ. The Doll Maker and Other Tales of the Uncanny)
- 1999 — Звук його рогу (англ. The Sound of His Horn)
- 2002 — Жертва та інші історії (англ. The Sacrifice: And Other Stories)